# Morgen is pas morgen
Morgen is pas morgen is een single van Frans Duijts. Deze zanger uit Tiel heeft het opgenomen voor het Waalkadefeest versie 2011 in dezelfde stad. Het nummer gaat over de vele goede plannen die Duijts heeft maar keer op keer uitstelt; hij gaat er morgen aan beginnen en geniet vandaag nog maar van de slechte zaken.
Er zijn twee versies: een eerste met alleen dit nummer; een tweede met live-opnamen van Hij speelde accordeon, Lieveling en Ik mis je.
Het plaatje kwam binnen op nummer 1 in de Nederlandse Single Top 100 en is geschreven door Nick Schilder (van Nick & Simon) en Roel van Velzen, die hiermee hun eerste muzikale samenwerking beklonken nadat ze samen artiesten begeleidden in The voice of Holland.

## Hitnotering

### NederlandseSingle Top 100
| Hitnotering: 23-04-2011 t/m 18-06-2011 | Hitnotering: 23-04-2011 t/m 18-06-2011 | Hitnotering: 23-04-2011 t/m 18-06-2011 | Hitnotering: 23-04-2011 t/m 18-06-2011 | Hitnotering: 23-04-2011 t/m 18-06-2011 | Hitnotering: 23-04-2011 t/m 18-06-2011 | Hitnotering: 23-04-2011 t/m 18-06-2011 | Hitnotering: 23-04-2011 t/m 18-06-2011 | Hitnotering: 23-04-2011 t/m 18-06-2011 | Hitnotering: 23-04-2011 t/m 18-06-2011 | Hitnotering: 23-04-2011 t/m 18-06-2011 |
| Week:                                  | 1                                      | 2                                      | 3                                      | 4                                      | 5                                      | 6                                      | 7                                      | 8                                      | 9                                      |                                        |
| -------------------------------------- | -------------------------------------- | -------------------------------------- | -------------------------------------- | -------------------------------------- | -------------------------------------- | -------------------------------------- | -------------------------------------- | -------------------------------------- | -------------------------------------- | -------------------------------------- |
| Positie:                               | 1                                      | 6                                      | 7                                      | 11                                     | 16                                     | 30                                     | 40                                     | 52                                     | 92                                     | uit                                    |